# Caliadurgus
Caliadurgus (лат.) — род дорожных ос (Pompilidae).

## Распространение
Для СССР ранее указывалось 2 вида.  В Европе 1 вид.

## Описание
Длина 6—11 мм. Шпоры средних и задних ног белые. Самки откладывают яйца на пауков, предварительно парализованных уколами жала.

## Классификация
- Caliadurgus fasciatellus (Spinola, 1808)
- Caliadurgus ussuriensis Guss. — Дальний Восток